# 카데리 데카퀴타

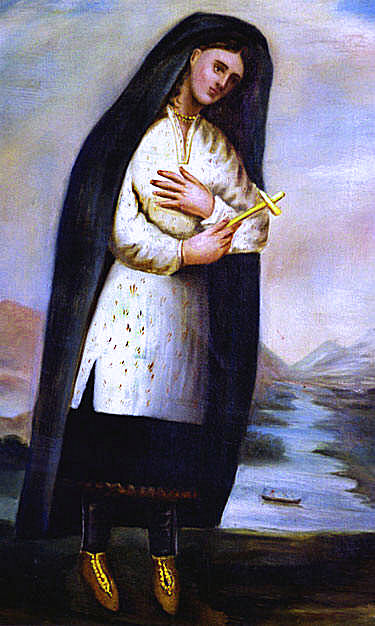

카데리 데카퀴타(Kateri Tekakwitha, 모호크어 발음: [ˈɡaderi deɡaˈɡwita])는 데카퀴타(Tekakwitha)라는 이름이 주어지고 캐서린(Catherine)으로 세례를 받았으며 비공식적으로 모호크족의 백합(Lily of the Mohawks, 1656년 – 1680년 4월 17일)으로 알려진 가톨릭 성자이자 앨곤퀸족–모호크족인 처녀이다. 현재 뉴욕주의 모호크족 마을인 오서네논(Ossernenon)에서 태어난 그녀는 전염병으로 천연두에 걸렸다. 가족은 죽었고 얼굴에는 상처가 생겼다. 그녀는 19세에 가톨릭으로 개종했다. 그녀는 영원한 순결을 서약하고 마을을 떠나 남은 5년 동안 몬트리올 바로 남쪽에 있는 예수회 선교 마을인 카나와크(Kahnawake)로 이사했다. 그녀는 1980년 교황 요한 바오로 2세에 의해 시복되었고, 2012년 10월 21일 성 베드로 대성전에서 교황 베네딕토 16세에 의해 시성되었다.